# Alofi Bay
Alofi Bay – zatoka znajdująca się w północno-zachodniej części Niue, 5 km na północ od stolicy kraju Alofi.